# Ceratina wagneri
Ceratina wagneri är en biart som beskrevs av Heinrich Friese 1910. Ceratina wagneri ingår i släktet märgbin, och familjen långtungebin. Inga underarter finns listade i Catalogue of Life.